# Omloop van Borsele
Der Omloop van Borsele ist ein Eintagesrennen im Straßenradsport für Frauen in der niederländischen Provinz Zeeland.
Die erste Austragung des Rennens fand 1984 statt, zunächst für männliche Jugendfahrer, ab 1992 auch für männliche Junioren. Ab 2002 wird das Rennen jährlich als Elite-Frauenrennen organisiert, hinzu kamen weitere Startklassen. Die Strecke für die Elite-Frauen umfasst rund 130 Kilometer. Ab 2007 war es in der UCI-Kategorie 1.2 klassifiziert, seit 2015 in 1.1. Bisherige Rekordhalterin ist die Niederländerin Kirsten Wild mit fünf Siegen (Stand 2017).
Seit 2017 wird in zeitlichen Zusammenhang unter demselben Namen ein dreitägiges Etappenrennen für Juniorinnen ausgetragen, das Bestandteil des UCI Women Junior Nations’ Cup ist. Seit der Saison 2018 findet am selben Tag ein Straßenrennen der UCI-Kategorie 1.1 für Junioren statt. 2025 wurden alle drei Rennen abgesagt, da die niederländische Polizei wegen eines zwei Monate später stattfindenden NATO-Gipfels zu wenig Personal hatte, um das Rennen abzusichern.

## Palmarès
| Jahr | Siegerin                      | Zweite              | Dritte             |          |
| ---- | ----------------------------- | ------------------- | ------------------ | -------- |
| 2002 | Loes Gunnewijk                | Katherine Bates     | Monique Knol       |          |
| 2003 | Leontien Zijlaard-van Moorsel | Ghita Beltman       | Vera Koedooder     |          |
| 2004 | Chantal Beltman               | Anouska van der Zee | Mirjam Melchers    |          |
| 2005 | Marianne Vos                  | Adrie Visser        | Emma Davies        |          |
| 2006 | Marianne Vos                  | Vera Koedooder      | Bertine Spijkerman |          |
| 2007 | Marianne Vos                  | Regina Bruins       | Ellen van Dijk     |          |
| 2008 | Kirsten Wild                  | Ina-Yoko Teutenberg | Marianne Vos       |          |
| 2009 | Kirsten Wild                  | Marianne Vos        | Alex Greenfield    |          |
| 2010 | Kirsten Wild                  | Rochelle Gilmore    | Kirsty Broun       |          |
| 2011 | Kirsten Wild                  | Charlotte Becker    | Marianne Vos       |          |
| 2012 | Ellen van Dijk                | Gracie Elvin        | Sarah Düster       |          |
| 2013 | Vera Koedooder                | Loes Gunnewijk      | Lucinda Brand      |          |
| 2014 | Chloe Hosking                 | Kirsten Wild        | Ellen van Dijk     |          |
| 2015 | Kirsten Wild                  | Shelley Olds        | Anna Knauer        |          |
| 2016 | Barbara Guarischi             | Floortje Mackaij    | Christine Majerus  |          |
| 2017 | Riejanne Markus               | Eugenia Bujak       | Marianne Vos       |          |
| 2018 | Elisa Balsamo                 | Lorena Wiebes       | Evy Kuijpers       |          |
| 2019 | Lorena Wiebes                 | Elisa Balsamo       | Natalie van Gogh   |          |
| 2020 | abgesagt                      | abgesagt            | abgesagt           | abgesagt |
| 2021 | abgesagt                      | abgesagt            | abgesagt           | abgesagt |
| 2022 | Maaike Boogaard               | Sofie van Rooijen   | Nora Tveit         |          |
| 2023 | Linda Zanetti                 | Audrey Cordon-Ragot | Nora Tveit         |          |
| 2024 | Sofie van Rooijen             | Daria Pikulik       | Elynor Bäckstedt   |          |
| 2025 |                               |                     |                    |          |